# يبينالب
يبينالب (بالإنجليزية: Ebenalp)‏ هو أحد جبال سلسلة جبال الألب أبينزيل وجزء من القمة الأم يقع في سويسرا. يبلغ ارتفاع الجبل حوالي 1640 متر، بينما يبلغ ارتفاع نتوء الجبل متر.